# Takin' Back My Love
Takin' Back My Love is de tweede single van het Greatest Hits album van Enrique Iglesias. Het nummer is een duet samen met de Amerikaanse zangeres Ciara voor wie dit nummer haar eerste hit sinds 2005 is.
In Duitsland, Zwitserland, Rusland, Oostenrijk, Polen en Tsjechië werd een alternatieve versie van het nummer uitgebracht waarbij de vocalen van Ciara vervangen zijn door die van Sarah Connor, een zangeres die in die landen wat populairder is. In Frankrijk zong de Franse zangeres Tyssem het nummer samen met Iglesias.

## Videoclip
De videoclip voor het nummer werd opgenomen op 13 januari 2009 in Los Angeles. De Noorse regisseur Ray Kay regisseerde de clip. De clip werd in februari uitgebracht, de clip waarin Sarah Connor te zien is in plaats van Ciara kwam uit in maart. Deze versie maakt tevens gebruik van scènes die in de clip met Ciara te zien zijn.
De complete clip is gemaakt voor een bluescreen om het geheel een wat monotone kleur te geven.

## Hitnotering
| "Takin' Back My Love" in de Nederlandse Top 40 - binnen: 28 maart 2009 | "Takin' Back My Love" in de Nederlandse Top 40 - binnen: 28 maart 2009 | "Takin' Back My Love" in de Nederlandse Top 40 - binnen: 28 maart 2009 | "Takin' Back My Love" in de Nederlandse Top 40 - binnen: 28 maart 2009 | "Takin' Back My Love" in de Nederlandse Top 40 - binnen: 28 maart 2009 | "Takin' Back My Love" in de Nederlandse Top 40 - binnen: 28 maart 2009 | "Takin' Back My Love" in de Nederlandse Top 40 - binnen: 28 maart 2009 | "Takin' Back My Love" in de Nederlandse Top 40 - binnen: 28 maart 2009 | "Takin' Back My Love" in de Nederlandse Top 40 - binnen: 28 maart 2009 | "Takin' Back My Love" in de Nederlandse Top 40 - binnen: 28 maart 2009 | "Takin' Back My Love" in de Nederlandse Top 40 - binnen: 28 maart 2009 | "Takin' Back My Love" in de Nederlandse Top 40 - binnen: 28 maart 2009 | "Takin' Back My Love" in de Nederlandse Top 40 - binnen: 28 maart 2009 | "Takin' Back My Love" in de Nederlandse Top 40 - binnen: 28 maart 2009 | "Takin' Back My Love" in de Nederlandse Top 40 - binnen: 28 maart 2009 | "Takin' Back My Love" in de Nederlandse Top 40 - binnen: 28 maart 2009 | "Takin' Back My Love" in de Nederlandse Top 40 - binnen: 28 maart 2009 | "Takin' Back My Love" in de Nederlandse Top 40 - binnen: 28 maart 2009 |
| Week                                                                   | 1                                                                      | 2                                                                      | 3                                                                      | 4                                                                      | 5                                                                      | 6                                                                      | 7                                                                      | 8                                                                      | 9                                                                      | 10                                                                     | 11                                                                     | 12                                                                     | 13                                                                     | 14                                                                     | 15                                                                     | 16                                                                     |                                                                        |
| ---------------------------------------------------------------------- | ---------------------------------------------------------------------- | ---------------------------------------------------------------------- | ---------------------------------------------------------------------- | ---------------------------------------------------------------------- | ---------------------------------------------------------------------- | ---------------------------------------------------------------------- | ---------------------------------------------------------------------- | ---------------------------------------------------------------------- | ---------------------------------------------------------------------- | ---------------------------------------------------------------------- | ---------------------------------------------------------------------- | ---------------------------------------------------------------------- | ---------------------------------------------------------------------- | ---------------------------------------------------------------------- | ---------------------------------------------------------------------- | ---------------------------------------------------------------------- | ---------------------------------------------------------------------- |
| Nummer                                                                 | 26                                                                     | 14                                                                     | 12                                                                     | 7                                                                      | 6                                                                      | 5                                                                      | 5                                                                      | 5                                                                      | 8                                                                      | 8                                                                      | 10                                                                     | 12                                                                     | 19                                                                     | 23                                                                     | 32                                                                     | 40                                                                     | uit                                                                    |

| "Takin' Back My Love" in de Ultratop 50 - binnen: 4 april 2009 | "Takin' Back My Love" in de Ultratop 50 - binnen: 4 april 2009 | "Takin' Back My Love" in de Ultratop 50 - binnen: 4 april 2009 | "Takin' Back My Love" in de Ultratop 50 - binnen: 4 april 2009 | "Takin' Back My Love" in de Ultratop 50 - binnen: 4 april 2009 | "Takin' Back My Love" in de Ultratop 50 - binnen: 4 april 2009 | "Takin' Back My Love" in de Ultratop 50 - binnen: 4 april 2009 | "Takin' Back My Love" in de Ultratop 50 - binnen: 4 april 2009 | "Takin' Back My Love" in de Ultratop 50 - binnen: 4 april 2009 | "Takin' Back My Love" in de Ultratop 50 - binnen: 4 april 2009 | "Takin' Back My Love" in de Ultratop 50 - binnen: 4 april 2009 | "Takin' Back My Love" in de Ultratop 50 - binnen: 4 april 2009 | "Takin' Back My Love" in de Ultratop 50 - binnen: 4 april 2009 | "Takin' Back My Love" in de Ultratop 50 - binnen: 4 april 2009 | "Takin' Back My Love" in de Ultratop 50 - binnen: 4 april 2009 | "Takin' Back My Love" in de Ultratop 50 - binnen: 4 april 2009 | "Takin' Back My Love" in de Ultratop 50 - binnen: 4 april 2009 |
| Week                                                           | 1                                                              | 2                                                              | 3                                                              | 4                                                              | 5                                                              | 6                                                              | 7                                                              | 8                                                              | 9                                                              | 10                                                             | 11                                                             | 12                                                             | 13                                                             | 14                                                             | 15                                                             |                                                                |
| -------------------------------------------------------------- | -------------------------------------------------------------- | -------------------------------------------------------------- | -------------------------------------------------------------- | -------------------------------------------------------------- | -------------------------------------------------------------- | -------------------------------------------------------------- | -------------------------------------------------------------- | -------------------------------------------------------------- | -------------------------------------------------------------- | -------------------------------------------------------------- | -------------------------------------------------------------- | -------------------------------------------------------------- | -------------------------------------------------------------- | -------------------------------------------------------------- | -------------------------------------------------------------- | -------------------------------------------------------------- |
| Nummer                                                         | 40                                                             | 25                                                             | 8                                                              | 9                                                              | 10                                                             | 11                                                             | 11                                                             | 7                                                              | 11                                                             | 16                                                             | 22                                                             | 29                                                             | 29                                                             | 35                                                             | 44                                                             | uit                                                            |

## Tracklist
VK Digitale Single (Uitgebracht: 23 maart 2009)
1. "Takin' Back My Love" (feat. Ciara) (radio-edit) – 3:51

VK Digitale ep (Uitgebracht: 23 maart 2009) 
1. "Takin' Back My Love" (feat. Ciara) (radio-edit) - 3:51
2. "Takin' Back My Love" (feat. Ciara) (Moto Blanco radio mix) - 3:51
3. "Takin' Back My Love" (videoclip) - 3:57